# Cathlapotle
Cathlapotle, /="people of Lewis (Na'p!oLX River). /, pleme Chinookan Indijanaca s donjeg toka Lewis Rivera i Columbije u okrugu Clarke u Washingtonu. Spier (1936) klasificira Cathlapotle kao ogranak Clackamas Indijanaca iz grupe Upper (Gornjih) Činuka, dok ih Barreman smatra mogućim rođacima Multnomaha. 
Glavno naselje bilo im je, prema Swantonu, Nahpooitle, na ušću Lewis Rivera, a možda im je pripadalo i selo Wakanasisi, nasuprot ušća Willamette. Mooney (1928.) procjenjuje da im je broj (1780.) iznosio oko 1 300. U vrijeme dolaska Lewisa i Clarka (1806.) bilo ih je 900 u 14 velikih drvenih kuća.